# پابلو سارابیا
پابلو سارابیا گارسیا (اسپانیایی: Pablo Sarabia García‎؛ زادهٔ ۱۱ مهٔ ۱۹۹۲) بازیکن فوتبال اهل اسپانیا است که فصل قبل برای باشگاه ولورهمپتون بازی می‌کرد.
از باشگاه‌هایی که در آن بازی کرده‌است می‌توان به رئال مادرید بی، ختافه، سویا ، پاری سن ژرمن و اسپورتینگ اشاره کرد.